# 載瀛

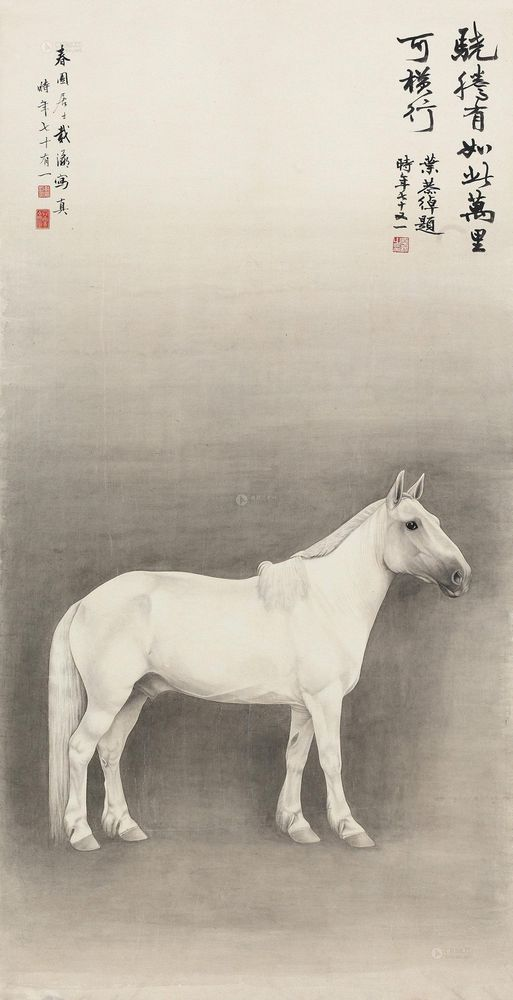
載瀛繪製的《驍騰萬里》

载瀛（1859年2月14日—1930年8月18日），爱新觉罗氏，镶白旗满洲人，籍左翼近支鑲白旗第一族，旻宁之孙，惇亲王奕誴第四子。載瀛工畫，以善畫馬而出名。

## 生平
光绪十五年（1889年），获封二等镇国将军。光绪二十年（1894年），加不入八分辅国公衔。光绪二十八年（1902年），袭多罗贝勒。历任正蓝旗护军统领、宗人府宗正、内廷行走、御前行走、镶黄旗汉军副都统、东陵守护大臣、马兰镇总兵、镶黄旗汉军都统等职务。

## 家族
- 嫡夫人 沙济富察氏，侍郎聯康之女
- 侧夫人 张氏，张瑞之女

子女
- 长子贝子溥伒，生母为侧室张氏
- 次子溥俨（1896－1897），早殇
- 第三子（未命名）
- 第四子溥佩（1898－？）
- 第五子贝子溥僩，生母为侧室张氏
- 第六子二等镇国将军溥佺，生母为侧室张氏
- 第七子溥保（1915－1916），早殇
- 第八子溥佐